# GNU构建系统

用autoconf和automake打包的GNU构建体系编辑和使用的流程图

所谓GNU构建系统（GNU Build System）主要是指通过autoconf、automake和libtool这三个工具构建出来的软件结构体系，又名Autotools。通常和GNU make、gettext以及GCC一起配套使用。这个软件结构体系也是所有GNU项目的打包方式。
此打包方式的优点在于项目的可移植性，当程序本身不包含与硬件架构有关的代码时，可以直接将源码包复制到另一台计算机上，通过简单的./configure、make和make install三步骤完成程序的配置，编译和安装（第三步通常需要 root 权限）。Sourceforge上提供了官方的使用教程。

## 參看
- CMake